# Selam Fessahaye
Selam Ghirmai Fessahaie, känd under namnet Selam Fessahaye, född 30 mars 1984, är en prisvinnande svensk-eritreansk stylist, kostymör och modeskapare. 

## Karriär
Selam gjorde debut som designer med sin första ready-to-wear kollektion hösten 2018 på Stockholms modevecka, både visningen och kollektionen blev årets mest hyllade. Hon är även känd sen tidigare för att styla artister som Seinabo-Sey, Mapei och Sabina Ddumba. Hennes kläder har uppmärksammats internationellt och efter sin andra visning våren 2019 blev hon förkunnad som Sveriges nya modemirakel.  
”Modeveckans bästa visning, skapad av en designer som vet hur man gör kläder med impact”, skrev Daniel Björk på Bon. ”Den största modeupplevelsen på år och dar, som också var så politisk, som fick alla att gråta”, beskrev Kakan Hermansson showen. ”Det kommer bli ett sånt där moment som folk senare kommer fråga ’var du där?’ om. Redan efter visningen kom folk ut i tårar och med, liksom alldeles upprymda kroppar”, skrev journalisten och Ellebloggaren Nina Campioni.
Under 2018 spelade Selam Fessahaye in serien Selams Stil för Edit på SVT Play där man får följa hennes vardag i jobbet som stylist och kostymör. Hon vann även designpriset Guldknappen som delas ut av Damernas Värld. Vid Elle-galan 2019 tilldelades hon priset Årets Blickfång.
Fessahaye var värd i Sommar i P1 den 20 augusti 2021.